# JFA 第22回全日本U-18女子サッカー選手権大会
JFA 第22回全日本U-18女子サッカー選手権大会は、2019年1月3日から2019年1月7日にかけて開催された、JFA 全日本U-18女子サッカー選手権大会である。

## 参加チーム
| - 北海道（1） - 北海道リラ・コンサドーレ - 東北（1） - SHRINE.L.FC - 関東（4） - 日テレ・メニーナ - ちふれASエルフェン埼玉マリ - スフィーダ世田谷FCユース - ノジマステラ神奈川相模原ドゥーエ - 北信越（1） - アルビレックス新潟レディースU-18 - 東海（2） - NGUラブリッジ名古屋ユース - 名古屋フットボールクラブルミナス | - 関西（2） - セレッソ大阪堺ガールズ - INAC神戸レオンチーナ - コノミヤ・スペランツァ大阪高槻レディース - 中国（1） - アンジュヴィオレ広島U-18 - 四国（1） - 愛媛FCレディースMIKAN - 九州（2） - 日置シーガルズFC - 熊本ユナイテッドSCフローラ |

## 試合結果

### 1回戦
| #1 | 2019年1月3日 11:00 |

| 日テレ・メニーナ                      | 3 - 0          | コノミヤ・スペランツァ大阪高槻レディース |
| 木下桃香 14分, 80+3分 · 箕輪千慧 49分 | 公式記録 (PDF) |                                          |

| J-GREEN堺 S2 観客数: 170人 主審: 梶山芙紗子 |

| #2 | 2019年1月3日 11:00 |

| 愛媛FCレディースMIKAN                               | 4 - 0          | 日置シーガルズFC |
| 髙取遥香 36分, 40分 · 河本紗英 63分 · 藤澤和心 70分 | 公式記録 (PDF) |                  |

| J-GREEN堺 S3 観客数: 100人 主審: 伊藤実奈子 |

| #3 | 2019年1月3日 11:00 |

| ノジマステラ神奈川相模原ドゥーエ                                                               | 7 - 2          | アンジュヴィオレ広島U-18      |
| 中山未咲 7分 · 廣澤真穂 19分, 80分, 80+3分 · 三秋祥子 29分 · 福住青空 80+1分 · 安本千紘 80+2分 | 公式記録 (PDF) | 玉田愛理 58分 · 望月咲良 59分 |

| J-GREEN堺 S4 観客数: 80人 主審: 兼松春奈 |

| #4 | 2019年1月3日 11:00 |

| SHRINE.L.FC   | 1 - 17         | スフィーダ世田谷FCユース |
| 工藤聖蘭 51分 | 公式記録 (PDF) | ブラフ・フェイ 13分 · 細井真琳 22分, 30分, 33分, 35分, 38分 · 伊藤綾花 28分 · 片寄優 36分 · ブラフ・シャーン 37分, 45分 · 瀧下まひる 49分, 56分, 68分, 71分, 76分 · 片寄まりあ 75分 · 石井さくら 80分 |

| J-GREEN堺 S5 観客数: 80人 主審: 堀川うらら |

| #5 | 2019年1月3日 13:30 |

| ちふれASエルフェン埼玉マリ    | 2 - 1          | 熊本ユナイテッドSCフローラ |
| 橋本采奈 16分 · 山本麻裕 71分 | 公式記録 (PDF) | 生田七彩 46分              |

| J-GREEN堺 S2 観客数: 80人 主審: 曽根未宇 |

| #6 | 2019年1月3日 13:30 |

| INAC神戸レオンチーナ | 2 - 0          | NGUラブリッジ名古屋ユース |
| 澤田知果 28分, 70分  | 公式記録 (PDF) |                           |

| J-GREEN堺 S3 観客数: 120人 主審: 宮崎真理 |

| #7 | 2019年1月3日 13:30 |

| 北海道リラ・コンサドーレ | 1 - 2          | アルビレックス新潟レディースU-18 |
| 今立のどか 46分          | 公式記録 (PDF) | 原田采世 69分 · 髙山菜々香 76分  |

| J-GREEN堺 S4 観客数: 60人 主審: 竹内茉由香 |

| #8 | 2019年1月3日 13:30 |

| 名古屋フットボールクラブルミナス | 0 - 4          | セレッソ大阪堺ガールズ                                         |
|                                  | 公式記録 (PDF) | 田畑晴菜 5分 · 松本歩音 13分 · 百濃実結香 24分 · 加井菜月 58分 |

| J-GREEN堺 S5 観客数: 200人 主審: 大谷美瑛 |

### 2回戦
| #9 | 2019年1月4日 11:00 |

| 日テレ・メニーナ                    | 3 - 1          | 愛媛FCレディースMIKAN |
| 木下桃香 40分, 55分 · 山本柚月 79分 | 公式記録 (PDF) | 濵口千夏 77分         |

| J-GREEN堺 S2 観客数: 70人 主審: 堀川うらら |

| #10 | 2019年1月4日 11:00 |

| ノジマステラ神奈川相模原ドゥーエ | 1 - 1          | スフィーダ世田谷FCユース |
| 三秋祥子 18分                    | 公式記録 (PDF) | 浦部美月 9分             |
|                                  | PK戦           |                          |
|                                  | 4 - 2          |                          |

| J-GREEN堺 S5 観客数: 120人 主審: 梶山芙紗子 |

| #11 | 2019年1月4日 13:30 |

| ちふれASエルフェン埼玉マリ | 0 - 3          | INAC神戸レオンチーナ              |
|                            | 公式記録 (PDF) | 山崎愛海 10分, 78分 · 原海七 16分 |

| J-GREEN堺 S2 観客数: 120人 主審: 兼松春奈 |

| #12 | 2019年1月4日 13:30 |

| アルビレックス新潟レディースU-18 | 0 - 4          | セレッソ大阪堺ガールズ                                            |
|                                  | 公式記録 (PDF) | 百濃実結香 39分 · 河岸笑花 61分 · 浜野まいか 61分 · 浅山茉緩 67分 |

| J-GREEN堺 S5 観客数: 300人 主審: 曽根未宇 |

### 準決勝
| #13 | 2019年1月6日 11:00 |

| 日テレ・メニーナ              | 2 - 0          | ノジマステラ神奈川相模原ドゥーエ |
| 山本柚月 78分 · 大山愛笑 90分 | 公式記録 (PDF) |                                  |

| J-GREEN堺 S1 観客数: 300人 主審: 宮崎真理 |

| #14 | 2019年1月6日 13:30 |

| INAC神戸レオンチーナ | 0 - 2          | セレッソ大阪堺ガールズ              |
|                      | 公式記録 (PDF) | 浜野まいか 55分 · 四海結稀奈 90+3分 |

| J-GREEN堺 S1 観客数: 400人 主審: 伊藤実奈子 |

### 3位決定戦
| #15 | 2019年1月7日 11:00 |

| ノジマステラ神奈川相模原ドゥーエ | 1 - 2          | INAC神戸レオンチーナ        |
| 西郡茉優 74分                    | 公式記録 (PDF) | 原海七 58分 · 澤田知果 85分 |

| J-GREEN堺 S1 観客数: 170人 主審: 兼松春奈 |

### 決勝
| #16 | 2019年1月7日 13:30 |

| 日テレ・メニーナ              | 2 - 1          | セレッソ大阪堺ガールズ |
| 土方麻椰 61分 · 大山愛笑 75分 | 公式記録 (PDF) | 百濃実結香 8分         |

| J-GREEN堺 S1 観客数: 310人 主審: 梶山芙紗子 |